# Filialkirche Vormoos

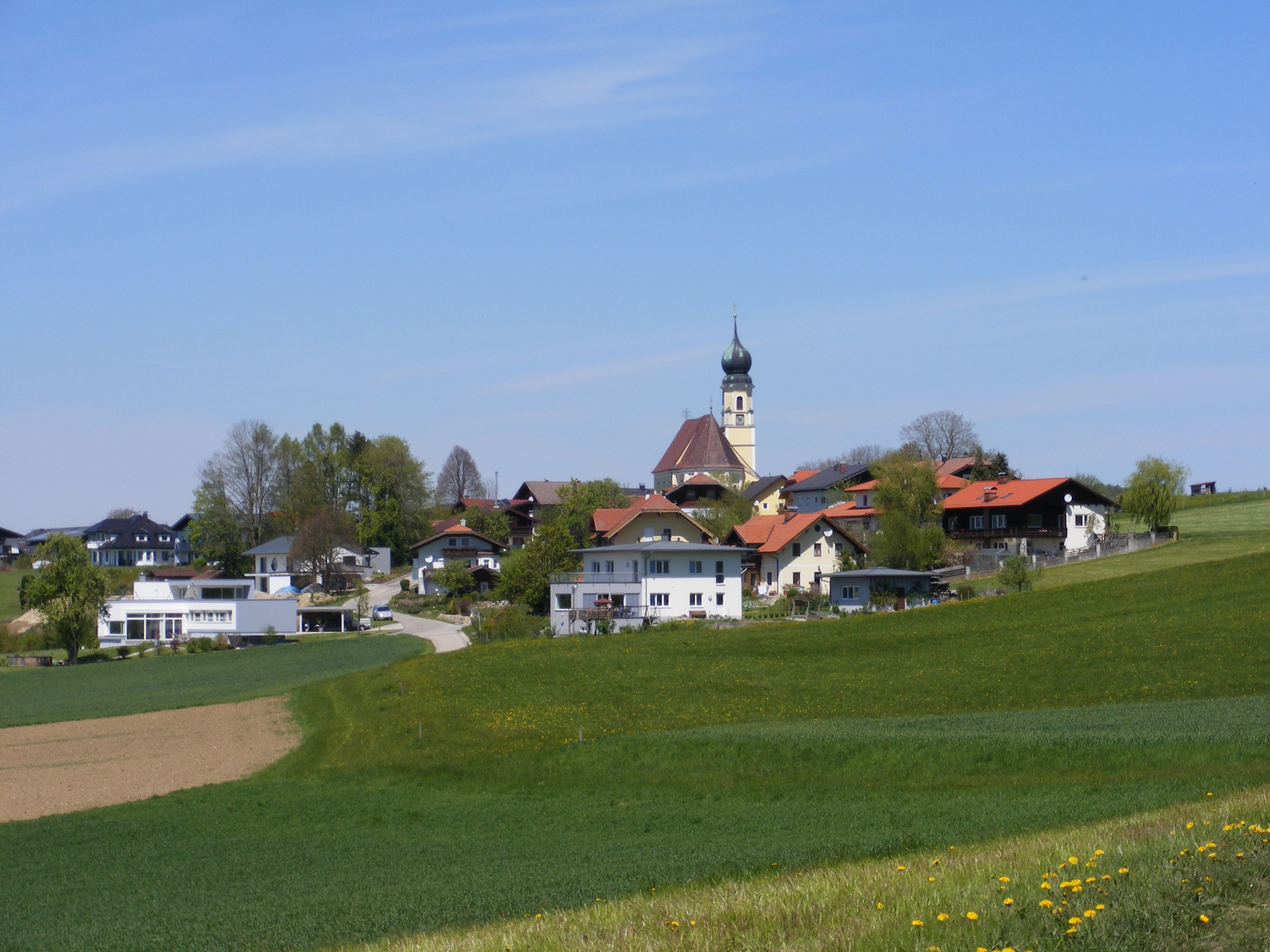
Katholische Filialkirche hl. Erzmärtyrer Stephan in Vormoos

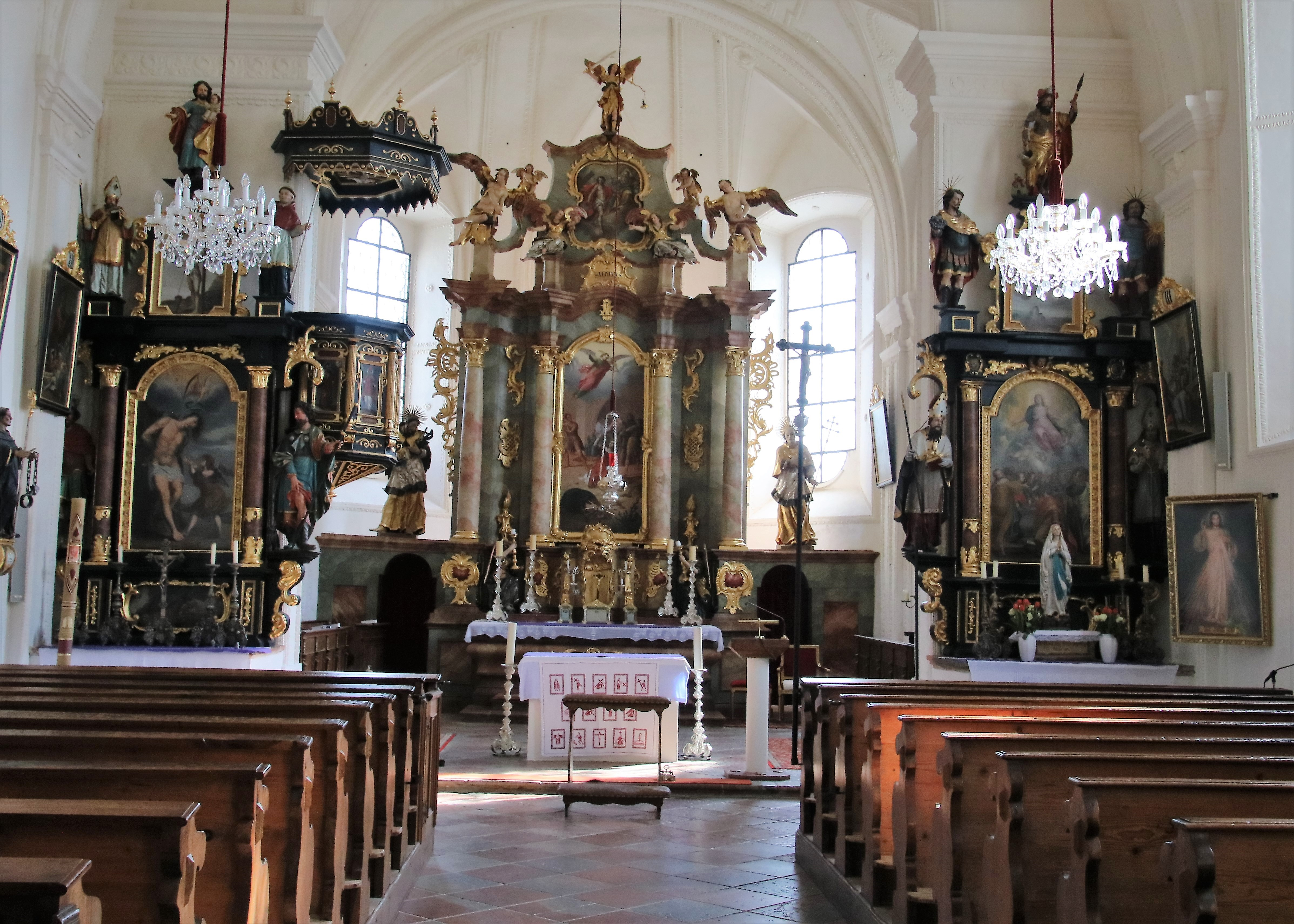
Langhaus, Blick zum Chor

Die Filialkirche Vormoos steht in erhöhter Lage im Kirchweiler Vormoos in der Gemeinde Feldkirchen bei Mattighofen in Oberösterreich. Die dem Patrozinium hl. Erzmärtyrer Stephan unterstellte römisch-katholische Filialkirche der Pfarrkirche Feldkirchen bei Mattighofen gehört zum Dekanat Mattighofen in der Diözese Linz. Die Kirche und der Friedhof stehen unter Denkmalschutz (Listeneintrag).

## Geschichte
Angeblich wurde die Kirche 1400 und urkundlich 1407 geweiht. 1647/1649 wurde die Kirche durch den Baumeister Josef Vilzkotter aus Steckenbach barockisiert. 1952/1954 wurde die Kirche innen und 1977 außen restauriert. Eine weitere Restaurierung erfolgt von 1999 bis 2002.

## Architektur
Die im Kern gotische Saalkirche wurde vollständig barockisiert. Die Kirche ist von einem ummauerten Friedhof umgeben.
Der leicht eingezogene Chor mit einem Dreiachtelschluss schließt mit einer durchgehenden Traufhöhe an das Langhaus an. Die nach Süden orientierte Kirche hat ostseitig durchgehend Anbauten, am Chor eine zweigeschoßige Sakristei, einen Turm mit einer oktogonalen Glockenstube und einer Zwiebelhaube, eine ebenerdige Vorhalle und ein kreuzgratgewölbtes ehemaliges Beinhaus. Das steile Satteldach endet über dem Chor mit einem dreiseitigen Walm und über der Sakristei abgeschleppt, die schlichten Putzfassaden zeigen sich mit barocken Lisenen- und Faschengliederung, der gotische Sockel mit einem abgeschrägten Profil. Die barocken Fenster haben oben und unten eingezogene Rundbögen und darüber blinde Ochsenaugen. Das zugesetzte Nordportal hat eine rustizierte Rahmung mit einem Dreieckgiebel. Der gotische Turmbereich hat gefaste Lichtscharten und eine Rechtecktür, der zweizonige barocke Aufsatz hat rundbogige Schallfenster mit Kämpfern und Keilstein und darunter angeordnete Ziffernblätter. Das Vorhallenportal hat eine rustizierte Rundbogenlaibung. Die Fenster und die Tür der Sakristei sind rechteckig. 
Das Kircheninnere zeigt einen barocken Raum mit einer Einrichtung aus dem 17. und 18. Jahrhundert. Das einschiffige dreijochige Langhaus und der einjochige Chor tragen barocke Stichkappentonnengewölbe mit Quadraturstuck zwischen Doppelgurten auf Doppelpilastern. Die Nordempore auf Pfeilern ist dreischiffig und zweijochig kreuzgratunterwölbt, die gerade Brüstungsmauer ist mit Felderteilung stuckiert. Der hohe Triumphbogen ist rundbogig, der Chorboden ist um eine Stufe erhöht. Die stichkappengewölbte Sakristei hat einen nördlichen einjochige kreuzgratgewölbten Vorraum, die Zwischentüre hat ein spätgotisches Schloss und Lilienbeschläge, das Oratorium ist dreijochig platzlgewölbt. Die Turmhalle hat ein Kreuzrippengewölbe mit einem Kehlstabprofil. Die kreuzgratgewölbte Vorhalle hat in den Gewölbesegeln herz- und vierpassförmige barocke Putzschnittspiegel und zum Langhaus eine segmentbogenförmige spätgotische gefaste Türöffnung, das hölzerne Türblatt zeigt frühgotische Beschläge.

## Ausstattung
Die barocke Stuckausstattung um 1650 zeigt in den Gewölben geometrische Formen wie Quadrate, Vierpässe und Rosetten in zarten Perlstabeinfassungen, die Gurte und Pilaster zeigen rahmende Eier- und Blattstabeinfassungen und Engelsköpfe. Die Wandmalerei mit barocken Fragmenten ist teils freigelegt, in der Vorhalle im Scheitel Dreifaltigkeit und in den umgebenden Feldern die Vier Evangelisten, an den Gewölbeanläufen und an der Schildmauer die Vier Kirchenväter und Szenen aus dem Leben des hl. Stephanus. Das Langhaus zeigt Weihekreuze. Der barocke Plattenbelag des Bodens ist aus Adneter Marmor.

## Einrichtung
Der Rokoko-Hochaltar um 1755 steht mit seitlichen Opfergangsportalen frei im Chor, das konkav leicht vorschwingende Triumphbogenretabel mit vier Säulen mit einem Volutengiebelaufsatz über verkröpftem Gebälk zeigt reiches Dekor mit Rocaillen- und Gitterwerk. Das in der schmalen Mittelachse eingezogene rundbogige Altarbild zeigt die Steinigung des hl. Stephanus vom Maler Josef Gold 1881, das bassgeigenförmige Oberbild zeigt die hl. Dreifaltigkeit. Auf den Opfergangsportalen stehen die Seitenfiguren der Heiligen Johannes Nepomuk und Karl Borromäus, auf dem Auszug sind sitzende Engel und geflügelte Putten bekrönt von der Figur Erzengel Michael.
Die Orgel um 1660 baute wohl Hans Vogel mit I. Man./5 Reg, die Orgel wurde 1979 und 2003 restauriert. Eine Glocke nennt Wolfgang Rot aus Salzburg 1512. Eine Glocke nennt Johann Baptist Stöcher aus Burghausen 1766. Das Uhrwerk schuf Matthias Fiederer aus Mattighofen 1690. Es gibt weiters ein Spindeluhrwerk mit Stundenschlagwerk und kurzem deutschen Pendel.

## Grabdenkmäler
- Außen ostseitig ein Grabstein aus Adneter Marmor zu Hainrich Heitersthaler, Wirt in Vormoos, gestorben 1455.
- Unter der Empore ein Grabstein aus Rotmarmor zu Lienhard Peckher, Rath- und Oberrichter in Burghausen, gestorben 1554.